# Бейбер
Бейбер (англ. Babergh) — неметрополитенский район (англ. non-metropolitan district) в графстве Суффолк (Англия). Административный центр — город Хадли.

## География
Район расположен в южной части графства Суффолк, граничит с графством Эссекс.

## Состав
В состав района входит два города:
- Садбери (англ.)
- Хадли (англ.)

и 74 общины (англ. civil parish).